# Оскаровка
Оскаровка — село в Тюхтетском районе Красноярского края России. Входит в состав Тюхтетского сельсовета. Находится на правом берегу реки Айдат (приток реки Четь), примерно в 12 км к юго-западу от районного центра, села Тюхтет, на высоте 197 метров над уровнем моря.

## История
Основано как переселенческий участок в 1895 году. Изначально носило названия "переселенческий участок Леонтьев Хребет".
Входило в состав Боготольской волости Мариинского уезда. Позднее, с 1908 года, перешло в состав Тюхтетской волости Мариинского уезда Томской губернии.

## Население
| 2010 |
| ---- |
| 60   |

Гендерный состав
По данным Всероссийской переписи населения 2010 года 31 мужчина и 29 женщин из 60 чел.

## Улицы
Уличная сеть села состоит из 3 улиц.